# Elijah Manangoi
Elijah Motonei Manangoi (ur. 5 stycznia 1993 w Naroku) – kenijski lekkoatleta specjalizujący się w biegach biegach średniodystansowych.
W 2014 zajął 12. miejsce w biegu na 1500 metrów podczas igrzysk Wspólnoty Narodów w Glasgow. Srebrny medalista mistrzostw świata w Pekinie (2015). Dwa lata później został w Londynie mistrzem świata na dystansie 1500 metrów.
Złoty medalista mistrzostw Kenii.
Rekordy życiowe w biegu na 1500 metrów: stadion – 3:28,80 (21 lipca 2017, Monako); hala – 3:37,62 (1 lutego 2017, Düsseldorf).

## Osiągnięcia
| Rok  | Impreza                    | Miejsce        | Konkurencja    | Lokata      | Wynik   |
| ---- | -------------------------- | -------------- | -------------- | ----------- | ------- |
| 2014 | Igrzyska Wspólnoty Narodów | Glasgow        | bieg na 1500 m | 12. miejsce | 3:45,47 |
| 2015 | Mistrzostwa świata         | Pekin          | bieg na 1500 m | 2. miejsce  | 3:34,63 |
| 2016 | Igrzyska olimpijskie       | Rio de Janeiro | bieg na 1500 m | półfinał    | DNS     |
| 2017 | Mistrzostwa świata         | Londyn         | bieg na 1500 m | 1. miejsce  | 3:33,61 |
| 2018 | Puchar interkontynentalny  | Ostrawa        | bieg na 1500 m | 1. miejsce  | 3:40,00 |